# Warmbüchenviertel

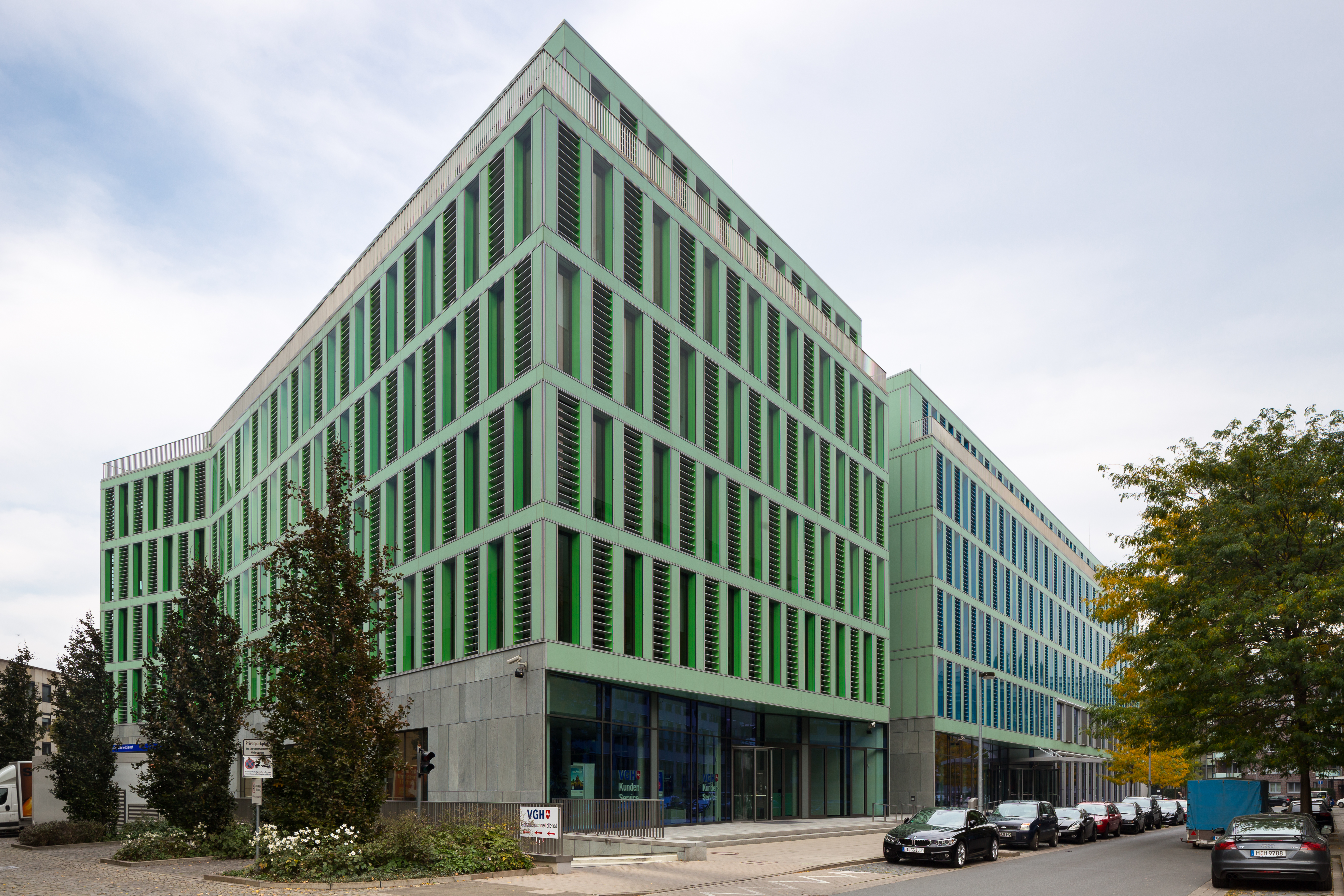
Bürogebäude am Warmbüchenkamp

Das Warmbüchenviertel ist ein Stadtviertel im hannoverschen Stadtteil Mitte. Das Viertel wird geprägt von Versicherungen und anderer Bürobebauung, ist aber zugleich ein zentrumsnahes Wohnquartier. Namensgebend sind die Straßen Warmbüchenstraße und Warmbüchenkamp.

## Lage
Das Warmbüchenviertel wird von den Straßen Schiffgraben, Marienstraße und Berliner Allee  umgrenzt. Im Norden stellt die Eisenbahn die Begrenzung des Quartiers dar. Hauptverkehrsstraße des Viertels ist die Lavesstraße.

## Geschichte

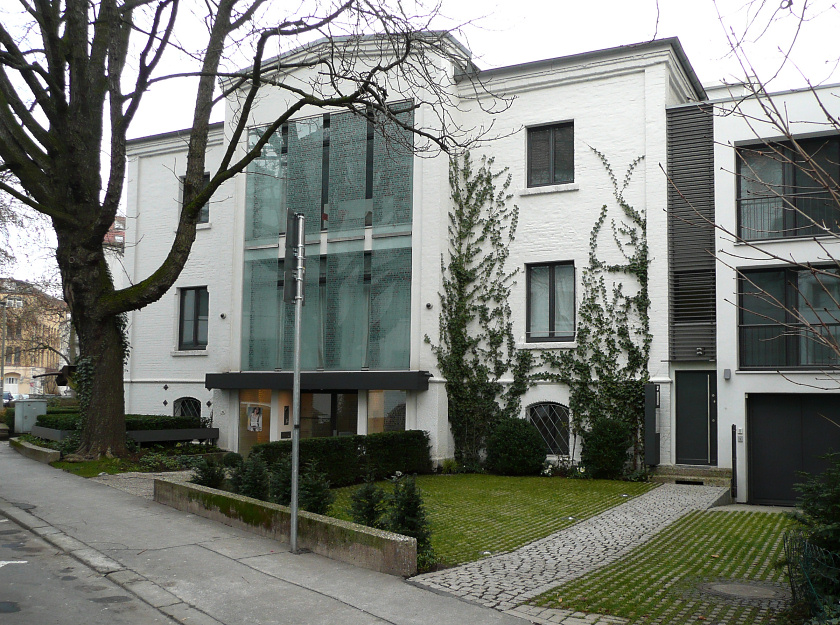
Eines der ältesten Gebäude des Viertels, ehemaliger Sitz der Stiftung Ahlers Pro Arte

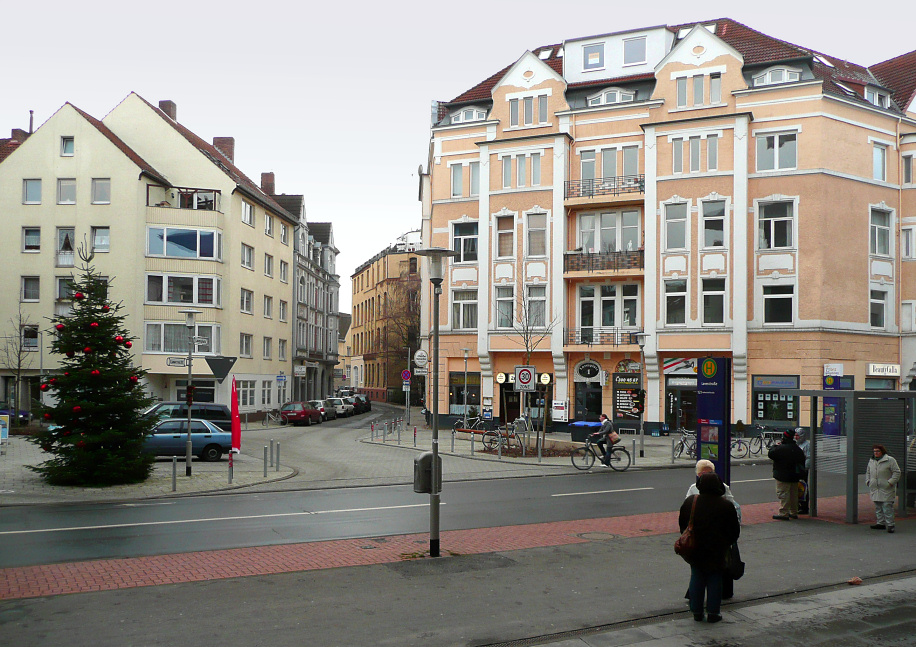
Lavesplatz

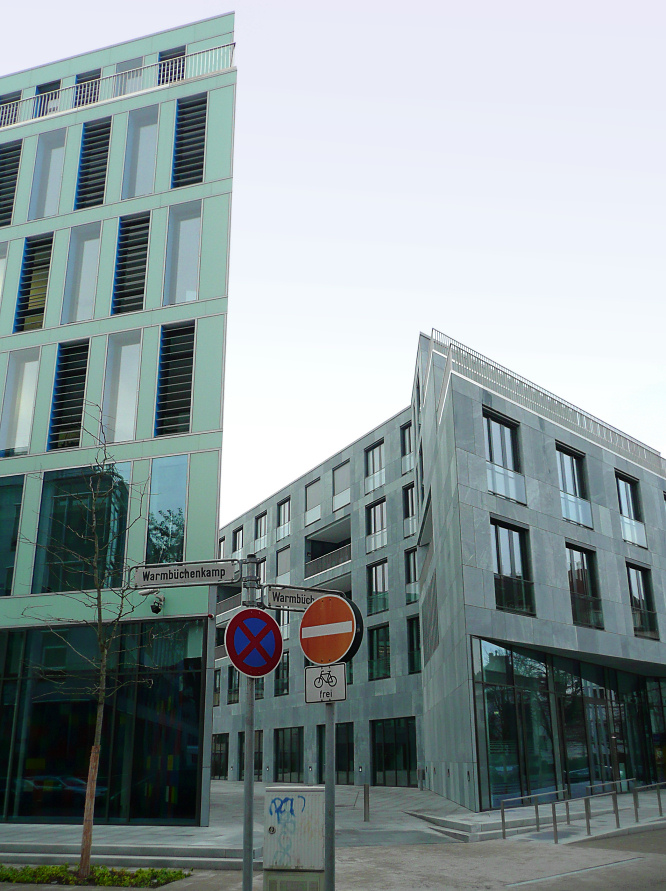
Architektur am Warmbüchenkamp

Bis Ende der 1840er Jahre verlief die Stadtgrenze Hannovers entlang des Schiffgrabens, einem früheren Schifffahrtsgraben. Das Viertel war damals eine Gartenvorstadt und hieß Kirchwende. An diese Bezeichnung erinnert die Kirchwender Straße. Hier bauten Kleinbauern Gemüse an, das sie auf dem Markt verkauften. Das nächste Stadttor war das Aegidientor, von wo aus sich die heutige Marienstraße in Richtung Osten als Handelsweg entlangzog. Innerhalb des Warmbüchenviertels wurde an der Marienstraße die Gartenkirche errichtet. Zu ihr gehört der aufgelassene Gartenfriedhof, wo unter anderem Charlotte Kestner begraben liegt.
Eines der ältesten Häuser im Warmbüchenviertel ist das Gebäude, in dem sich von 2005 bis 2016 der Sitz der Stiftung Ahlers Pro Arte befand. Früher stand es im Besitz des Textilfabrikanten Ahlers und war auch zeitweise Sitz der Kestnergesellschaft. 
Trotz Protesten aus der Bevölkerung wurde 2008 ein Gebäude des Architekten Hermann Schaedtler abgerissen. Es handelte sich um einen großen Prachtbau mit (im Zweiten Weltkrieg zerstörter) Rundkuppel. In ihm befand sich der erste Hauptsitz der AOK. Auf dem Gelände baut die Ärzteversorgung Sachsen-Anhalt derzeit (Stand: Oktober 2009) ein hochwertiges Wohngebäude mit knapp 100 Wohnungen. Es soll nach dem Quartier „Warmbüchenviertel“ genannt werden.

## Bürgerengagement
Im Februar 2001 gründete sich im Warmbüchenviertel die Anliegerinitiative Profil Lavesstraße/Warmbüchenviertel, der Einzelhändler, Gewerbetreibende, Privatpersonen und Hauseigentümer angehören. Sie tritt sporadisch zusammen, um Entwicklungen im Viertel zu beeinflussen. Sie verhinderte unter anderem den Neubau eines Hotels (heute Sitz des Landesfeuerwehrverbandes Niedersachsen). Auch machte sich die Anliegerinitiative dafür stark, dass die Einmündung von Warmbüchen- und Dieterichsstraße in die Lavesstraße umgestaltet wurde. Dort wurde am 7. September 2007 der Lavesplatz eröffnet, der den Namen des hannoverschen Hofarchitekten Georg Ludwig Friedrich Laves trägt. Die Initiative war es auch, die mit Hilfe der Stadtpolitik dafür sorgte, dass im Warmbüchenviertel wieder ein Kaufleuteverein aktiv wurde. Dies erfolgte im Rahmen der „Integrativen Stadtteilarbeit“, einer externen Moderation durch das hannoversche Büro KoriS. Seit 2006 kümmert sich der Verein um die Belebung der Lavesstraße als Einkaufsmeile. Die Sanierung und Umgestaltung der Lavesstraße im Jahr 2017 ist ebenfalls dem Engagement des Vereins zu verdanken.
Vorsitzende: bis 2012 Sybill Kastenow, 2012–2016 Guido Langner, seit 2016 Anna Matschechin.